# جوک‌باکس پست‌مدرن
جوک‌باکس پست‌مدرن (انگلیسی: Postmodern Jukebox) یک گروه موسیقی اشتراکی چرخشی است که در سال ۲۰۱۱ توسط اسکات بردلی پایه‌گذاری شد. این گروه که با نام PMJ هم شناخته می‌شود به خاطر بازسازی ترانه‌های معاصر و محبود در ژانرهای قدیمی، به ویژه اوایل قرن بیستم مانند موسیقی سویینگ و جاز معروف شده‌است.